# OSE-Baureihe 220
Die Baureihe 220 ist eine dieselelektrische Lokomotivbaureihe der griechischen Bahngesellschaft Organismos Sidirodromon Ellados (OSE). Sie wurde von ADtranz, die Nachbauserie bei Bombardier hergestellt.

## Geschichte
Zur Modernisierung des Fahrzeugparks bestellte die OSE 1995 bei Adtranz 26 neue Diesellokomotiven. Sie wurden unter der Herstellerbezeichnung DE 2000 entwickelt und sind der italienischen E.412 ähnlich. Der Preis für die Lokomotiven betrug 210 Millionen DM.
Zunächst wurden 26 Lokomotiven mit der Bezeichnung A-471 bis A-496 gebaut. Später wurde ein Auftrag für zehn Exemplare in einer Sechs-Achs-Meterspurvariante für das Peloponnes-Meterspurnetz zu einem Auftrag für zehn vierachsige Normalspur-Lokomotiven umgewandelt und bei Bombardier, die Adtranz übernommen hatte, gebaut. Dies erhöhte die Gesamtzahl auf 36 Lokomotiven.
Nach den Olympischen Spielen in Athen im Jahr 2004 wurden die Lokomotiven der OSE mit sechsstelligen Zahlen bestehend aus Baureihenbezeichnung und Ordnungsnummer neu nummeriert, diese Lokomotiven wurden als Baureihe 220 eingeordnet. Die zweite Serie von Bombardier wurde direkt mit der neuen Nummer geliefert.

## Technische Merkmale
Die Motoren vom Typ MTU 12V396TC13 waren im Wesentlichen die gleichen wie in den von AEG / LEW gebauten Intercity-Triebwagen der Baureihe 520. Von der Motorleistung von 2100 kW können bis zu 500 kW für die Zugheizung abgezweigt werden. Die Motoren können heruntergefahren werden und starten bei Bedarf automatisch, was zu einem wirtschaftlicheren Betrieb führt. Die Nachbauserie erhielt einen den damaligen neuesten Emissionsbestimmungen angepassten Motor.
Diese Lokomotiven sind durch Ausbau der Dieselmotoren und Einbau einer elektrischen Anlage in eine elektrische Lokomotiven mit 5,5 MW und einer Höchstgeschwindigkeit von 200 km/h umwandelbar, das Fahrwerk ist bereits für die höhere Geschwindigkeit und Leistung ausgelegt. Der Umbau dieser Lokomotiven ist allerdings nicht zu erwarten, da es einen Überschuss von "Hellasprinter"-Lokomotiven gibt und die Elektrifizierung der griechischen Hauptstrecken sehr langsam vorangeht. Diese Lokomotiven verwendeten Teile aus dem Adtranz-Verbund: in Polen bei der ehemaligen Pafawag wurden die Lokkästen gebaut, das Aluminiumdach kam aus Derby in Großbritannien, Drehstromtraktionsmotoren und Generatoren von TSA, die Flexifloat-Drehgestelle wurden in Kassel gebaut. Traktions- und Heizumrichtermodul sind baugleich mit Lok DB-Baureihe 101.
Der Lokomotivkasten und das Dach sind in der Grundfarbe rot lackiert, an der Seitenwand befindet sich ein weißes Trapez, das von einem blauen Trapez überlagert wird. Die Frontseite ist weiß, mit einer zum Pufferträger heruntergezogenen Spitze, während der untere Teil im Bereich der Spitzenlichter rot ist. Das führte aufgrund der Ähnlichkeit mit dem Logo einer Zigarettenmarke zu dem Spitznamen „Marlboro“.